# ビルマ国民軍

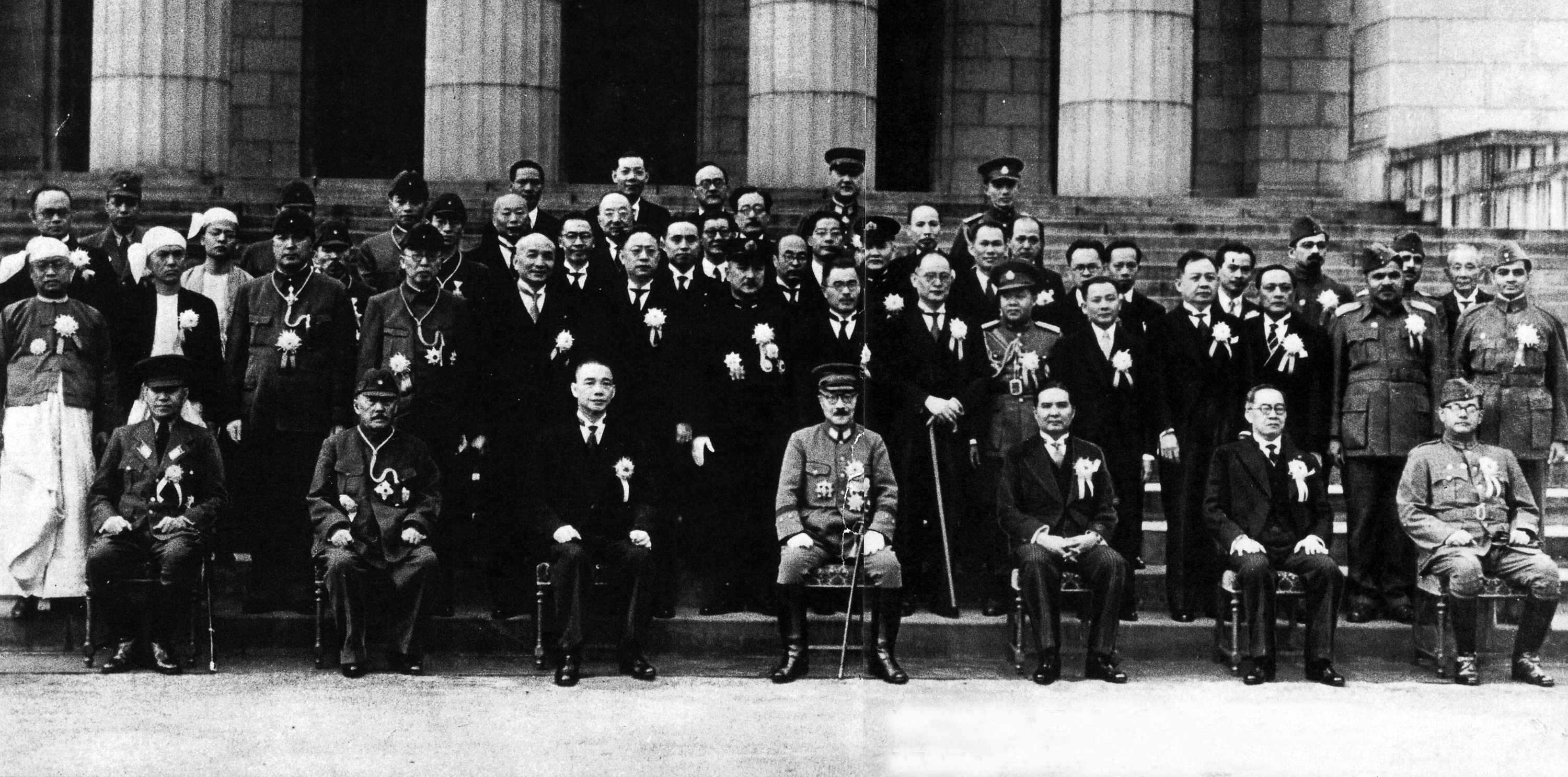
大東亜会議に出席した各国首脳。前列左端がビルマ軍の軍装姿のバー・モウ。続いて、張景恵、汪兆銘、東條英機、ナラーティップポンプラパン、ホセ・ラウレル、スバス・チャンドラ・ボース

ビルマ国民軍（ビルマこくみんぐん、Burma National Army, BNA / ビルマ語: ဗမာ့အမျိုးသားတပ်မတော်）あるいはビルマ国軍は、第二次世界大戦中に日本の指導下で「ビルマ国」の国軍として編成された軍事組織である。ビルマの戦いにおいて日本軍に協力することが期待されたが、枢軸国が劣勢になるとビルマ国政府に対して反乱を起こし、日本軍とも戦闘した。戦後のミャンマー軍の前身とみなされている。
本稿では、前身であるビルマ独立義勇軍（Burma Independence Army, BIA）およびビルマ防衛軍（Burma Defence Army, BDA）、反乱後に連合国指導下で活動した後身のビルマ愛国軍（Patriotic Burmese Forces, PBF, 直訳的にはビルマ人愛国者部隊）についても述べる。

## 沿革

### ビルマ独立義勇軍

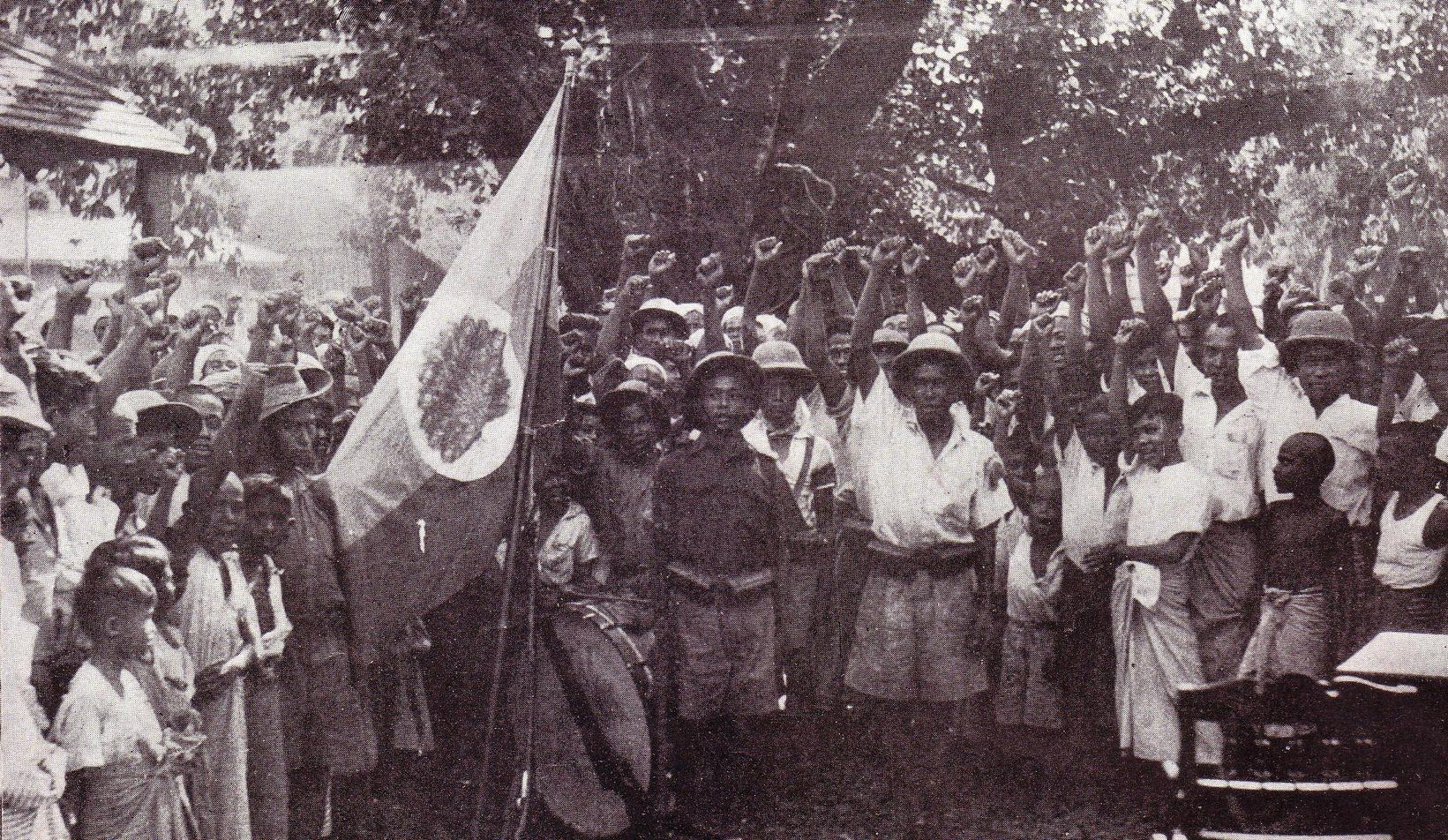
ビルマ独立義勇軍

第二次世界大戦前、イギリスの植民地であったビルマでは、軍事部門への現地人関与はカレン族など少数民族だけに認める統治政策が採られていた。そうした中で、タキン党急進派は武装独立運動を目指して活動していた。日本陸軍は、日本がイギリスと戦争状態となった場合のビルマ侵攻作戦を想定しており、このタキン党などを支援することで日本軍に協力的な現地人組織の育成を図ろうとした。タキン党側でも、外国からの支援を積極的に受け入れる方針であったため、日本陸軍の支援を受けることにした。日本陸軍は、1940年（昭和15年）から翌年7月にかけて、アウンサンら30人の同志を密かに亡命させた。また、ビルマ独立支援の謀略を担当する特務機関として「南機関」を創設した。アウンサンらは、南機関の支援を受けて、日本軍占領下の海南島で軍事訓練を開始した。南機関としては、訓練を施したゲリラ要員をビルマに帰国させて、ビルマ公路の遮断工作をさせる計画であった。
1941年（昭和16年）12月8日に太平洋戦争が勃発して日本とイギリスが戦争状態に陥ると、アウンサンらは、南機関とともにタイ領バンコクに拠点を移し、ビルマ独立義勇軍（BIA）の編成に着手した。12月28日に宣誓式が行われ、タイ在住のビルマ人約200人を主力とするBIAが結成された。南機関員や現地商社員の義勇兵など日本人74人も参加した。独自の階級制を敷き、軍司令官には南機関長の鈴木敬司大佐がビルマ名でボーモージョー大将を名乗って就任、アウンサン（階級は大佐）らは参謀などとされた。日本から支給された小火器で武装し、専用の軍服なども支給された。
BIAは、1942年（昭和17年）1月3日から、ビルマ侵攻作戦に参加した。任務の重点は、戦闘よりも民衆工作に置かれた。BIAは、占領地各地で志願兵を募って軍事訓練を施しつつ前進した。一部では敗走中のイギリス軍と交戦した。3月25日には、首都ラングーンで4500人による観兵式を行った。4月には日本人将兵が指揮系統から外れ、軍事顧問としての立場に退いた。ビルマ攻略戦終結時には、BIAの総兵力は約2万7千人に激増していた。1942年6月には、湖沼地帯での作戦用に、兵力30人の小規模な海軍が、BIAの下に設置された。元イギリス海軍兵が主体だった。現在のミャンマー海軍の起源とされる。
またビルマ侵攻作戦の際、地方では1942年1月から7月まで権力の空白期間が生じた。その際、BIAまたは自称BIAのメンバーが、各地に地方行政委員会を設立し、徴税、交易の監督、治安など行政の一端を担った。BIAは町に到着すると、まず公開処刑を行って住人の恐怖を煽り、当時激増していた殺人や強盗などの凶悪犯罪を取り締まり、個人が所有する銃をすべて没収した。エーヤワディー地方域・ミャウンミャでビルマ族のBIAのカレン族の元英植民地軍兵士から銃を没収しようとして、両者の間で衝突が発生し、推計5000人の死者と1万8000人の避難民が出たミャウンミャ事件も、このような背景の下で起きた。結局、日本軍はBIAによる地方行政委員会を排除して、英植民地時代の行政官を再雇用して行政を担わせた。

### ビルマ防衛軍

#### BDA設立
日本は、ビルマに軍政を敷いて、ただちに独立は認めなかった。ただし、バー・モウを首班とする自治政府の整備を進めた。それと同時に、日本軍は、BIAの縮小再編を進める方針を決めた。これは、民族主義者、政治活動家、農民、はては犯罪者まで紛れ込んで肥大化したBIAを規律のとれた国軍として整備する意図と、アウンサンらがビルマ人の支持を集めて日本の占領統治の妨げとなることへの危惧から、決まった方針だった。
1942年7月、アウンサンらに同情的だった南機関とともにBIAは解散となり、3個大隊（2800人）からなるビルマ防衛軍（BDA）が設立され、ピンマナに本部が設置された。BDAの地位は、自治政府の下ではなく日本軍の補助部隊であり、第15軍兵備局に隷属した。入隊者の選別の権限を与えられたネ・ウィンは、BIAのメンバーから「偽善者」を排除するように指示したとされる。結果、BDAのメンバーのほとんどはビルマ族となり、彼らはピンマナの軍事施設で寝食を共にして、共に訓練に励み、日本語を学び、同胞意識を育んだ。
翌年までにBDAの兵力は8,000人にまで増え、1943年8月に日本がビルマに名目上の独立を認めた頃には、2個工兵大隊、2個対空大隊、補給輸送大隊、自動車輸送大隊、カレン歩兵大隊が増設され、兵力は1万5,000人にも上った。カレン部隊の設立は、ミャウンミャ事件で対立したビルマ族とカレン族の融和を図ることを目的としていた。新兵の募集は将校たちがそれぞれの故郷に赴いて、親類縁者を頼りに行ったので、軍隊の同質性・絆はますます深まった。
しかしBDAは、日本軍による大規模な軍事作戦においては、小規模な部隊が前線に配属されたのみで、一度も本格的に従事したことがなかった。彼らは主にラカイン州での道路建設、ヤンゴンでの空襲対策、軍需品の製造、一般的な駐屯および警備に従事するのみで、このような扱いにBDAの将校・兵士たちは不満を溜め込んだ。

#### 士官学校
1943年3月には、幹部候補養成のためにミンガラドンに士官学校（OTS、Bo Thindan Kyaung）が設立された。第1期生として合計300人の士官候補生が入学したが、そのうち250人はBDAから、50人はバー・モウの推薦だった。OTSはミャンマーの若者の間で熱狂的な人気があり、翌1944年の第2期生は400人に上った。BDAからの入学者の選抜はネ・ウィン以下元30人の同志のBDA将校が、以下のような試験を課して精神力の強靭さを基準に選んだ。
彼らはイェバウ（同志）の粘り強さと精神的強靭さをテストした。このテストでは、イェバウはマンダレー・ヒルの工兵・鉱夫の練兵場に整列させられ、毎朝7時から10時まで直立不動の姿勢を取るよう命じられた。その間、何人かのイェバウは膝を曲げて倒れ、他のイェバウはめまいを起こした。大隊の指揮官は、どのイェバウが粘り強く毅然としていて、どのイェバウがそうでないか、どのイェバウが姿勢を保ててどのイェバウがそうでないか、またどのイェバウが姿勢を保てないかを、絶えず観察することができた。この試験方法の一環として、兵士たちにはカレー抜きのご飯が出されることもあれば、食事がまったく出されないこともあり、試験官が兵士たちの目の前で炊いたご飯から生煮えのご飯をこぼしてみせることもあった。また彼らは王宮の堀の周囲を走り、命令に従ってライフルを100回上下に振り上げ、ワニのようにライフルを持って、棘のある藪の中や鋭い小石の上を這わなければならなかった。
しかし、OTSの7か月の訓練中は、BDAの将校たちは関与できず、教官や管理人はすべて日本人だった。無論、使用言語は日本語、朝から晩までの厳しい学習、訓練、勤務はすべて日本式で行われたが、時折、日本人教官が、ビルマの伝統に反して士官候補生の頬を平手打ちなどして、両者の関係を悪化させた。ちなみに優秀な成績でOTSを卒業した者は、日本の陸軍士官学校へ留学できた（第1期生からは30人が陸士57期生に、第2期生からは40人が陸士58期生に編入）。OTSの厳しい生活もやはり強い同胞意識を育み、のちに抗日蜂起を企てる抗日ネットワークも秘密裏に学校内に築かれた。

#### 陸軍省
日本軍は、BDAの設立、維持、発展よいう任務を遂行するために陸軍省を設けた。当初は日本人将校が3分の2、ビルマ人将校が3分の1という配分だったが、次第に日本人要素は削減され、アウンサンとネ・ウィンが取り仕切るようになり、人材はヤンゴン大学の学生から採用した。1944年以降はほとんど日本人は関与せず、抗日ネットワークの拠点となり、省内の印刷機を利用して抗日パフレットを作成して配布したり、BDAの強化を目的とした転勤、昇進、配置替えの人事を遂行したり、軍施設の視察や公式訪問名目でビルマ各地を訪れ、抗日運動の参加者を募ったりした。陸軍省のメンバーはOTS卒業生とともに、のちの抗日蜂起において指導的役割を果たした。

### ビルマ国民軍

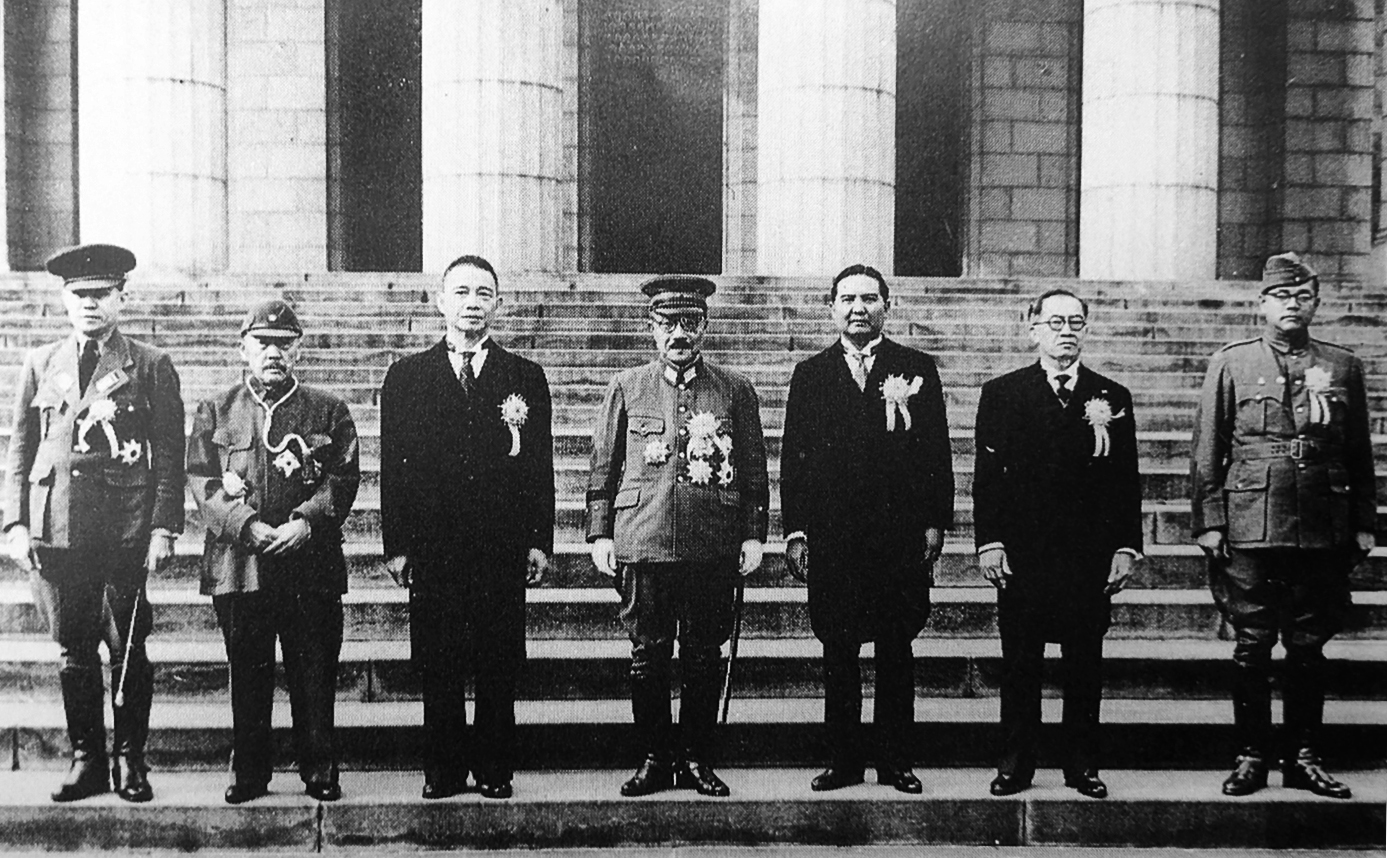
1943年11月、大東亜会議に出席したバー・モウ（向かって一番左）。ビルマ国民軍の軍服を着用している。

1943年（昭和18年）8月、日本の指導下で「ビルマ国」（首班：バー・モウ）が独立すると、BDAは、その国軍であるビルマ国民軍（BNA）に再編された。軍事担当の官庁として国防省が置かれ、アウンサンが国防相に就任し、BNAの司令官にはネ・ウィン大佐が就いた。
そして、インパール作戦の失敗により日本軍の劣勢が決定的となった1944年8月、アウンサンは、これ以上の対日協力に意味はないと判断し、BNA、ビルマ共産党（CPB）、人民革命党（PRP）の3勢力を結集して反ファシスト人民自由連盟（AFPFL、当初の名称は、反ファシスト機構《AFO》）を結成した。またミャウンミャ事件で亀裂が生じていたカレン族との融和を図るために、170人のメンバー全員カレン族からなるカレン大隊を1個結成し、日本軍が結成したミャンマー・インド国境地帯のラカイン族からなるアラカン防衛軍（ADA）、チン族からなるチン防衛軍（CDA）とも密かに繋がり、連合軍側との協力体制も築いた。しかし、同時期に連合軍がビルマの辺境地帯で結成していたカレン族やカチン族からなるフォース136との関係は緊張を孕んでいたのだという。
1944年12月から始まったイラワジ会戦では日本軍の戦況は著しく悪化し、1945年1月、桜井徳太郎少将が軍事顧問部長に着任すると、ついにBNAの前線投入がついに発案された。検討の結果、3個大隊3000人の派遣軍を遊撃戦や後方支援用として出動させることになり、3月17日にヤンゴンで出陣式を開催。桜井少将は、大規模な民兵の整備などを構想していたのだという。しかしBNAおよびAFPFLは、すでに抗日蜂起を決意しており、これ以前に、メイッティーラ駐屯の第5歩兵大隊が、1945年2月28日に大隊長に率いられて集団脱走しており、3月8日には北部の一部の部隊が公然と反乱を開始していた。そして3月27日、アウンサンは、全軍へ、バーモウ政権に対する反乱を命じ、BNAは日本軍への全面攻撃を開始した。この際、アウンサンは、指導を受けた日本人軍事顧問の殺傷は避けるよう指示していたが、徹底されなかった。そして同年5月1日、ヤンゴンは解放され、数か月後、日本軍はビルマから完全撤退した。

### ビルマ愛国軍
1945年5月、交渉の末に連合国軍の指揮下に入った旧BNAは、ビルマ愛国軍（PBF）と改称した。6月15日にラングーンで行われた戦勝パレードにも参加した。8月の日本軍との停戦成立後、PBFはもともと連合国側だったカレン族部隊などと統合され、ミャンマー軍（以下、国軍）となった。
ちなみに独立の英雄として名高い「30人の同志」が、現在の国軍の礎を築いたとと思われがちだが、新生国軍に残ったのはネ・ウィン、チョーゾー（Kyaw Zaw）、ボー・バラ（Bo Bala）の3人だけだった。そのチョーゾーにしても1957年に失脚してCPBに参加しており、残りのメンバーも多くがその後反政府運動に転じた。ボー・ラヤウン（Bo La Yaung ）とボー・タヤ（Bo Taya）は人民義勇軍の反乱に参加、ボー・ゼヤ（Bo Zeya）、ボー・イェトゥッ（Bo Ye Htut）、ボー・ヤンアウン（Bo Yan Aung）はCPBに参加、ボー・レッヤ、ボー・ヤンナイン（Bo Yan Naing）、ボー・ムーアウン（Bo Hmu Aung）、ボー・セチャ（Bo Setkya）は、ウー・ヌの議会制民主主義党（PDP）に参加した。8888年民主化運動の際には30人の同志の生き残り11人のうち9人がネ・ウィンを糾弾し、デモへの参加を呼びかけた。
このようにアウンサンスーチーが「父の軍隊」と呼んだ国軍は、アウンサンが率いた国軍とはまったく異質のものだった。

## 編制

### 1942年8月時点のビルマ防衛軍
総兵力は、2800人。指揮系統上、日本の第15軍兵備局に隷属する。
- 軍司令部 - 司令官：アウンサン大佐
- 歩兵大隊 - 第1-第3大隊の3個。各4個中隊と機関銃中隊から成る。
- ビルマ幹部候補生隊 - ミンガラドン士官学校とも。
- ビルマ国防軍指導部 - 日本の軍事顧問団

### 1945年3月時点のビルマ国民軍
総兵力は、約1万-1万5千人。国防省の職員として約430人。
- 軍司令部 - 68人。司令官：アウンサン少将（国防相兼）
- 歩兵大隊 - 第1-第7大隊の7個
- 教導大隊（模範大隊）[31]
- カレン族大隊[31]
- 工兵大隊 - 第1-第2大隊の2個
- 高射砲大隊 - 第1-第4大隊の4個
- 高射機関砲大隊 - 第1-第7大隊の7個
- 輜重隊
- 教育隊 - ラングーン、ミンガラドン、ペグー、ピンマナの4か所
- 士官学校

## 装備
ビルマ国民軍の主要装備は、日本軍がイギリス軍から鹵獲して供与した小火器や対空砲だった。対空砲では、イギリス製のQF 3.7インチ高射砲の使用が確認できる。日本製兵器では、三八式歩兵銃や南方軍が現地で生産した軍刀があった。なお、ビルマ独立義勇軍結成前の最初期の訓練には、日本軍の関与が発覚しないよう日中戦争で鹵獲した外国製兵器が使用されていた。
正規の軍装は日本軍に準じたもので、日本陸軍の防暑衣などに酷似していた。日本軍との識別のため、略帽には白線が巻かれていた。

## 戦歴
ビルマ独立義勇軍として、日本軍・インド国民軍とともにイギリス軍と交戦した。ビルマ国民軍の反乱後は、日本軍と交戦した。
日本軍のビルマ侵攻作戦では、川島威伸大尉（BIAでは「中将」）率いる独立義勇軍部隊が、1942年3月6日にゲリラ攻撃で大きな戦果をあげたと称している。この日、ペグー南方のマンダレー街道で待ち伏せしていた川島兵団200人は、通りかかったイギリス軍のユニバーサル・キャリア3両を銃撃した。この戦闘で、川島兵団は、イギリス軍のウィンカム准将と中佐3名を戦死させ、このことはイギリス側の戦史でも確認できると言われる。
また、同じく1942年3月末に起きた、シュエダウン（プローム（現ピイ, en）南方13km）の戦闘では、平山中尉（BIAでは「大佐」）を長とする平山支隊が、日本軍と共同で比較的に大規模な作戦を行った。平山支隊は、ビクトリアポイント（現コートーン, en）から舟艇機動により、3月5日にラングーン近くに到着、さらにイラワジ川を遡上して上陸していた。平山支隊は、日本軍第33師団歩兵第215連隊第2大隊と連絡すると、シュエダウンでプローム街道を遮断した。分断されたイギリス軍は、3月29日、3個歩兵大隊や第7軽騎兵連隊の戦車30両で反撃を開始し、激戦となった。戦車に慣れていないビルマ独立義勇軍兵士は混乱を起こしつつ戦い、平山支隊長以下半数以上の隊員を失った。他方のイギリス軍は街道を突破したものの、死傷350人・戦車10両喪失などの大きな損害を受けた。バー・モウは、このシュエダウンの戦闘がビルマ独立義勇軍の兵士に軍人としての自覚と充足感を与えたと評価している。